# ザ・メトロス
ザ・メトロス (The Metros) は、イングランド・ペッカム出身の5ピースのインディー・ロックバンド。
結成メンバーは、ボーカルのソウル・アダムチェウスキーとリードギタリストのジャック・ペイン。バンドは、多くのメンバーがまだ学生の時に結成された。

## 概要
「パンク・アンド・ロール」バンドを名乗る。アダムチェウスキーの父は、A&Mのレコード・ジャケットを手がけていた。ペインの父は、スクイーズのメンバーであるグレン・ティルブルックのセッション・ベース・プレイヤーだった。
イアン・デューリーの息子であるバクスター・デューリーをプロデューサーに迎えてデモを制作した。ザ・リバティーンズ、ザ・ストロークス、ザ・ビューなどのバンドを発掘したジェームズ・エンダコットに見出され、1965recordsと2006年に契約を交わした。この時、メンバー5人全員が18歳未満だった。
影響を受けたアーティストに、スクイーズ、イアン・デューリー、ビースティ・ボーイズ、ザ・リバティーンズなどを挙げている。
2009年6月17日、解散を発表。

## ディスコグラフィ

### スタジオ・アルバム
- 『マネーあれば憂いナシ!』 - More Money Less Grief (2008年)